# 三氟甲磺酰基
三氟甲磺酰基，(Triflyl)， 是一种分子式为：F3CSO2–的官能团，简写为：–Tf。
相关的三氟甲磺酸酯基F3CSO2O–，而为–OTf。